# Storlus
Storlus – wieś w Polsce położona w województwie kujawsko-pomorskim, w powiecie chełmińskim, w gminie Papowo Biskupie. Wieś liczy 371,99 hektarów powierzchni.

## Historia

### Średniowiecze
Pierwsze informacje o Storlusie pochodzą z 1255 roku. W dokumentach wieś występowała pod nazwami Storloes (1255 i 1409), Stulitz (ok. 1400), Sturluz, Storschewal, Starczewald, Storlusz (1570). W miejscowości wieś występowała do komturstwa starogrodzkiego. W średniowieczu wybudowano niewielki gród na wyspie położonej na jeziorze Jeleniec. Podstawa grodziska ma kształt eliptyczny, szeroki na ok. 75 m i długi na ok. 105 m.
Właścicielami Storlusa byli: Jan Niemojewski (1570), rodzina Orłowskich (1606), Michał Orłowski (1667), Nostitz-Jackowski (1759), Chlebowski (1783), Bajerski (1790).

### Czasy zaborów
W 1773 roku odbył się pierwszy spis ludności w Storlusie. Wieś liczyła wtedy 62 osoby (wśród nich m. in: Bartosz Chrzanowski, Tomasz Drozdowski, Wojciech Wiśniewski, Wojciech Baranowski, znani tylko z imienia: Kazimierz i Franciszek). W drugiej połowie XIX wieku majątek został rozparcelowany. Część wsi przeszła do miejscowości Jeleniec. W 1885 roku Storlus zajmował 373 hektarów powierzchni. We wsi znajdowało się 24 budynków (6 mieszkalnych). W 1885 roku Storlus zamieszkiwało 128 osób (111 katolików i 17 ewangelików). W 1910 roku właścicielem części wsi został Otto Stribing.
Około połowy XIX wieku w Storlusie powstał dwór o cechach neoklasycystycznych i neogotyckich. Prawdopodobnie budynek powstał na fundamencie starszej budowli pochodzącego z I ćwierćwiecza XIX wieku. Dwór rozbudowano około 1891 roku, gdzie dobudowano kaplicę, rozbudowano piętro oraz dodano trójkondygnacyjną wieżę od strony północnej. W latach 1945–1949 w pałacu mieścił się dom spokojnej starości. Później pałac przeszedł do rąk Państwowego Gospodarstwa Rolnego w Wichorzu, a po 1975 do Zakładów Rolnych w Papowie Biskupim.

### Historia współczesna
W latach 1975–1998 miejscowość administracyjnie należała do województwa toruńskiego.
W 1999 roku wyremontowano drogę Storlus-Folgowo. W 2005 wybudowano kanalizację sanitarną. W latach 2006–2007 budowano drogę asfaltową Papowo Biskupie-Storlus. W 2009 roku drogę Papowo Biskupie-Storlus oddano do remontu (remont zakończono w 2010 roku). W 2013 roku wyremontowano i wyposażono świetlicę w miejscowości.
W 2013 roku w Storlusie działały dwa podmioty gospodarcze.

## Zabytki
Według rejestru zabytków NID na listę zabytków wpisany jest park dworski z 2 poł. XIX w., nr rej.: 461 z 14.12.1984.